# Balatonszemes
Balatonszemes là một thị trấn thuộc hạt Somogy, Hungary. Thị trấn này có diện tích 36,02 km², dân số năm 2010 là 1772 người, mật độ 49 người/km².